# Christian Zellinger
Christian Zellinger, född 1660, död 6 oktober 1718 i Uppsala, var en svensk domkyrkoorganist, director musices och stadsmusikant.

## Biografi
Zellinger var domkyrkoorganist i Uppsala. Han efterträdde sin far Johan Caspari Zellinger (död 1678) i befattningen 1683. Det är inte känt var han fick sin utbildning. 1690 blev han dessutom utnämnd till rector cantus och blev sedermera titulerad director musices. Han blev den förste med denna titel vid Uppsala universitet . Han hade dessutom privilegium på spelningar vid bröllop och fester i staden.
I samband med klagomål på lönen 1699 specificerade han sina uppgifter: att sköta om den nya Hans Henrich Cahman-orgeln men också den gamla Anders Bruse-orgeln, att onsdagar och lördagar undervisa studenterna med kungligt musikstipendium två timmar, att en timma samma dagar undervisa i koralsång och figuralsång i  trivialskolan, att i de tryckta musiksamlingarna utvälja och till svenska översätta stycken till framförande i domkyrkans gudstjänster samt att medverka vid akademiska orationer och rektorsbyten. Därför hade han inte en ledig stund och hotade att gå under enligt egen mening.
Ferdinand Zellbell d.ä. och Eric Burman var elever till Zellinger.

## Kompositioner
Inga av Zellingers kompositioner är bevarade. Endast sorgemusiken är säkert belagd genom dikten
- Tonsättning av Psaltaren (angiven som förstörd i branden 1702)
- Musik till jubelfesten 1693 över Uppsala möte
- Sorgemusik till parentation på drottning Ulrika Eleonoras begravningsdag 1693
- Musik till högtidligheterna i Uppsala vid Karl XII:s kröning 1698